# Eulenspiegel Verlag
Der Eulenspiegel Verlag ist ein seit 1954 bestehender Verlag mit Sitz in Berlin, dessen Schwerpunkt im Bereich der Satire liegt. Bis 1972 war er Herausgeber der Satirezeitschrift Eulenspiegel. Der Verlag ist Namensgeber der 1993 gegründeten Eulenspiegel Verlagsgruppe, die bereits mehrfach insolvent ging.

## Details
In der DDR galt er als bedeutendster Satireverlag. Nach der deutschen Wiedervereinigung wurde 1993 von der Treuhand ein Konkursverfahren eingeleitet. Für die Konkursmasse fanden sich Käufer (namentlich Matthias Oehme und Jacqueline Kühne), die den Verlag neu gründeten.
Der Verlag hat es sich zur Aufgabe gemacht, Teile des kulturellen Erbes der DDR zu pflegen. Besonders hervorzuheben sind in diesem Zusammenhang die Werkeditionen der Dichter Peter Hacks und Rainer Kirsch.
Nach drei Insolvenzverfahren 2014, 2017 und 2024 existiert der Eulenspiegel Verlag weiterhin unter derselben Geschäftsleitung. Bei jeder Insolvenz entstanden Gläubigern, darunter Mitarbeitern, Autoren und anderen Rechteinhabern wie auch Sozialversicherungsträgern hohe Verluste.

## Krimi-Reihe Kronen-Krimi
Eine Reihe des Eulenspiegel Verlages ist die Reihe Kronen-Krimi. Diese Reihe umfasst lustig-ironische Krimis von verschiedenen Autoren, ist jedoch weithin unbekannt, da die Auflagen sehr gering waren und die Bücher in der DDR nur über Beziehungen zu bekommen waren. Das Markenzeichen der Reihe stellt ein Signet mit einer gekrönten Eule dar, verbunden mit dem Slogan „Nur echt mit der Eule“ und dem Hinweis „Instant“ (vermutlich eine Replik auf die reißerisch aufgemachten West-Krimis, denn die Handlungen aller Kronen-Krimis spielten im westlichen Ausland). Sie war Teil der Kronen-Reihe, die weitere Genres umfasste.
- P. Howard (Jenő Rejtő): Der blonde Hurrikan
- P. Howard (Jenö Rejtö): Das vierzehnkarätige Auto
- A. Kaczanowski: Ein ergötzlicher Vormittag
- Jiri Brdecka: Limonaden-Joe
- Elvy Ahlbeck: Auf der sicheren Seite
- Erich Loest: Oakins macht Karriere
- Johannes Conrad: ... und Pinkie pennt auf meinem Kanapee
- R. A. Stemmle: Der Mann, der Sherlock Holmes war
- Werner Spengler: Der Leichenraub von Saint-Ponoir
- Timothy Tatcher: Für Tote Eintritt verboten
- Timothy Tatcher: Hollywood gegen mich
- Karla Sander: Die Brauerei auf dem Kissen
- Michael O. Güsten:  Sagen Sie bloß, die Bourbonen kommen wieder!
- Gyula Fekete: Planet der Verliebten (Kronen-Fiction)

## Autorinnen und Autoren (unvollständig; ergänzen)
- Conrad Bauer
- Matthias Biskupek
- Bertolt Brecht
- Johannes Conrad
- Thorsten Dörp
- Otto Häuser
- Eberhard Esche
- Peter Ensikat
- Klaus Feldmann
- Arno Funke
- Peter Hacks
- Günter Herlt
- Stefan Heym
- Adolf Hoffmeister
- Renate Holland-Moritz
- Theodor Hosemann
- Theo Immisch
- Rainer Kirsch
- Volker Kluge
- Günter Kunert
- Knorkator
- Joachim Kupsch
- Lothar Kusche
- André Müller sen.
- Ludwig Renn
- Jenő Rejtő
- Mario D. Richardt
- Ernst Röhl
- Erich Schmitt
- Hermann Harry Schmitz
- Horst Schrade
- Hans-Dieter Schütt
- Hansgeorg Stengel
- Thomas Wieczorek

## Illustratorinnen und Illustratoren (unvollständig; ergänzen)
- Heidrun Hegewald
- Ruth Knorr
- Rolf Felix Müller
- Thomas Schleusing
- Karl Schrader
- Rainer Schwalme
- Elisabeth Shaw
- Renate Totzke-Israel
- Klaus Vonderwerth